# Европейский стенокорус
Европейский стенокорус (Stenocorus meridianus) — вид жуков-усачей из подсемейства усачиков (Lepturinae). Встречается в Европе, на Кавказе и в Казахстане. В качестве кормовых растений Stenocorus meridianus используют листопадные деревья: вязы, дубы, клёны и некоторые другие. Продолжительность жизни представителей этого вида составляет 2—3 года. Взрослых насекомых длиной 15—27 мм можно встретить с мая по июль.

## Галерея

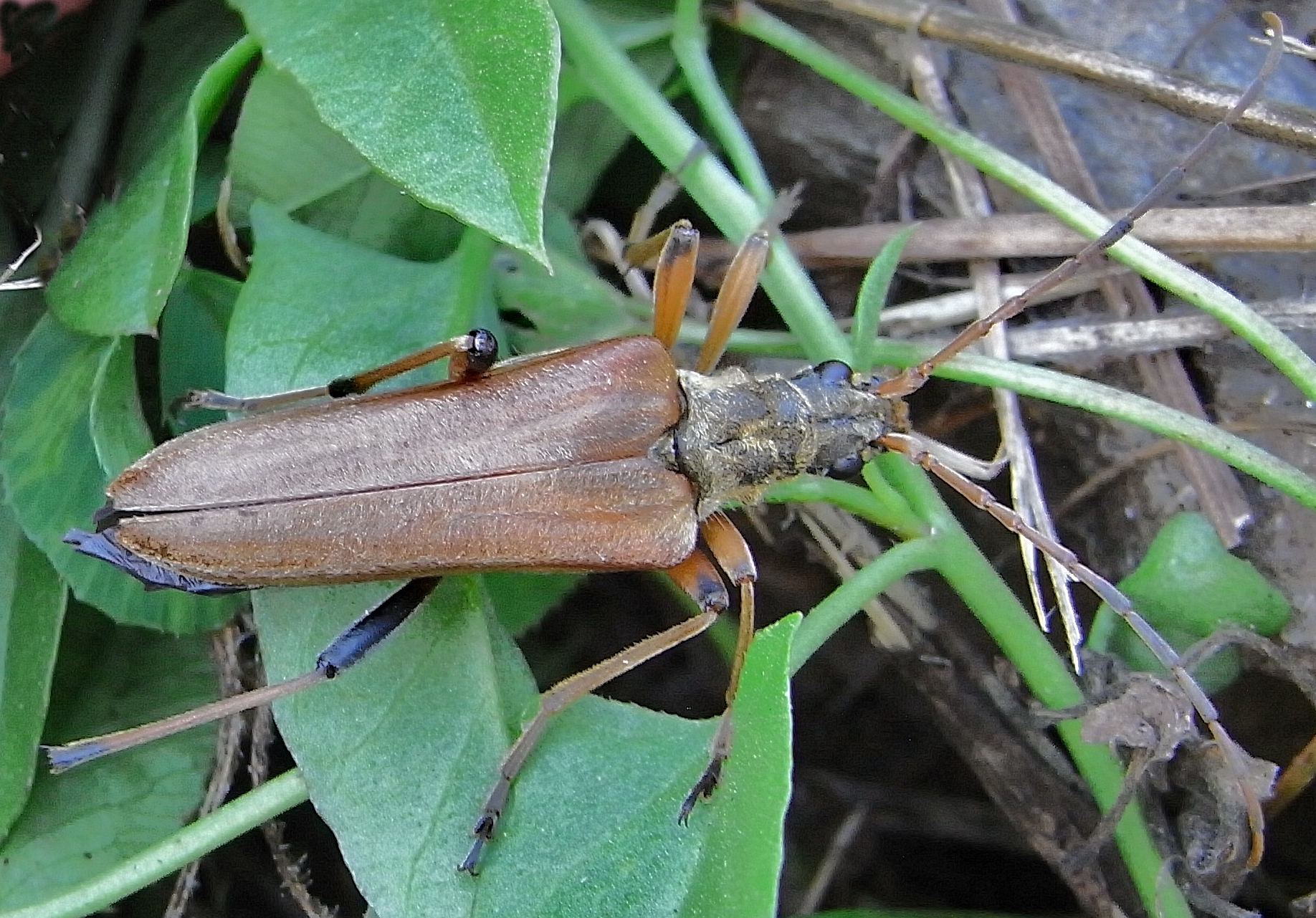
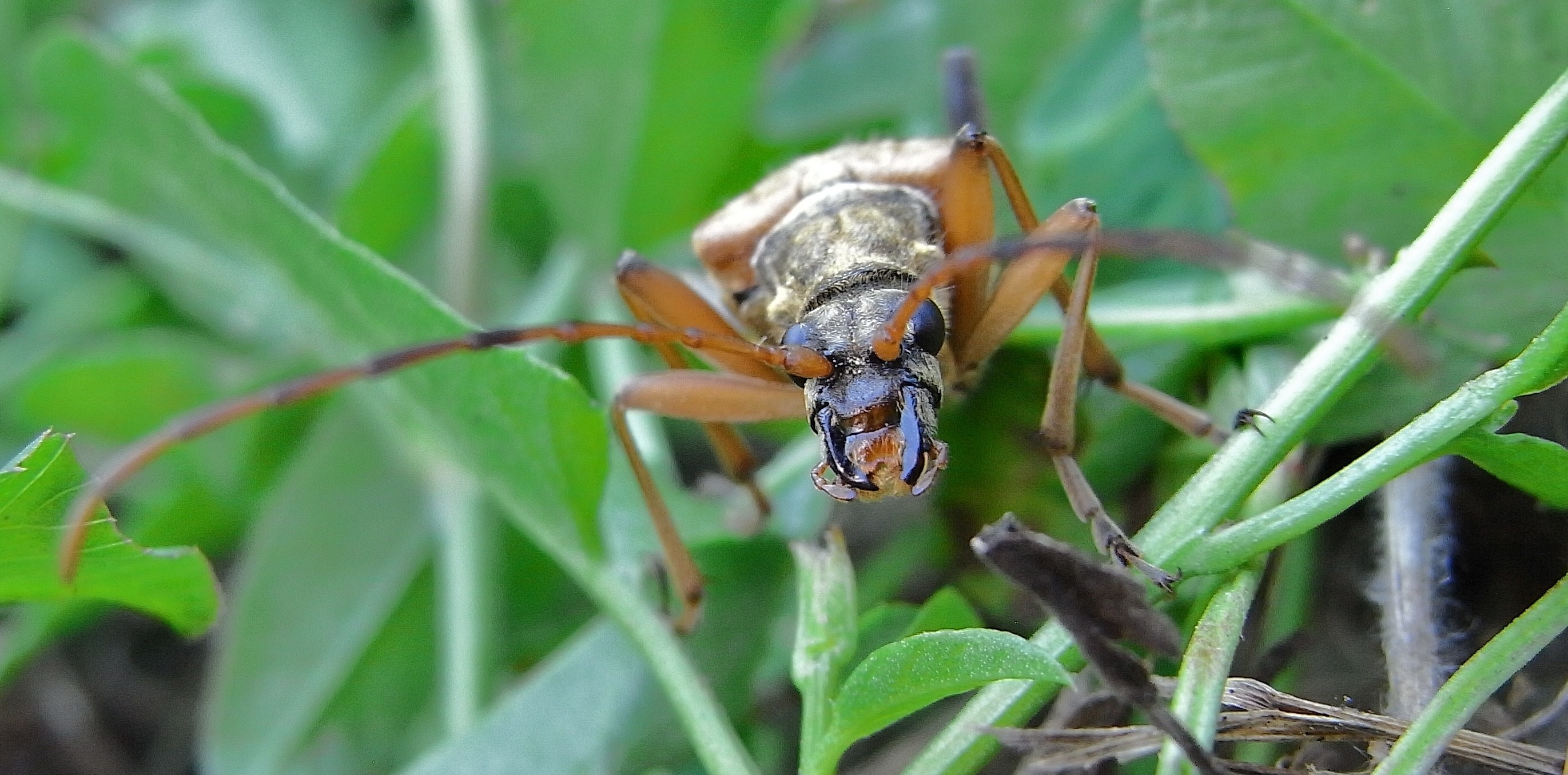
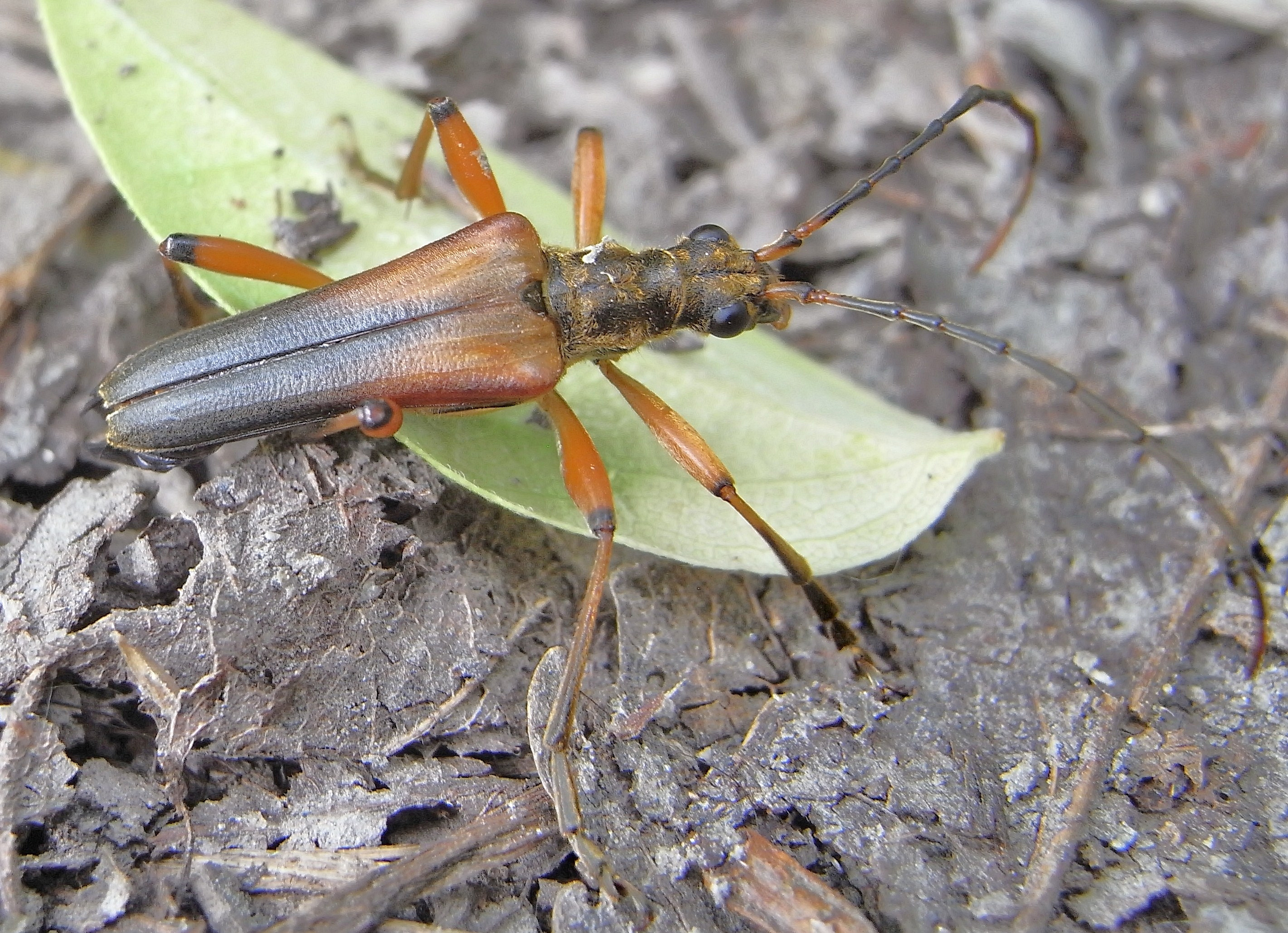
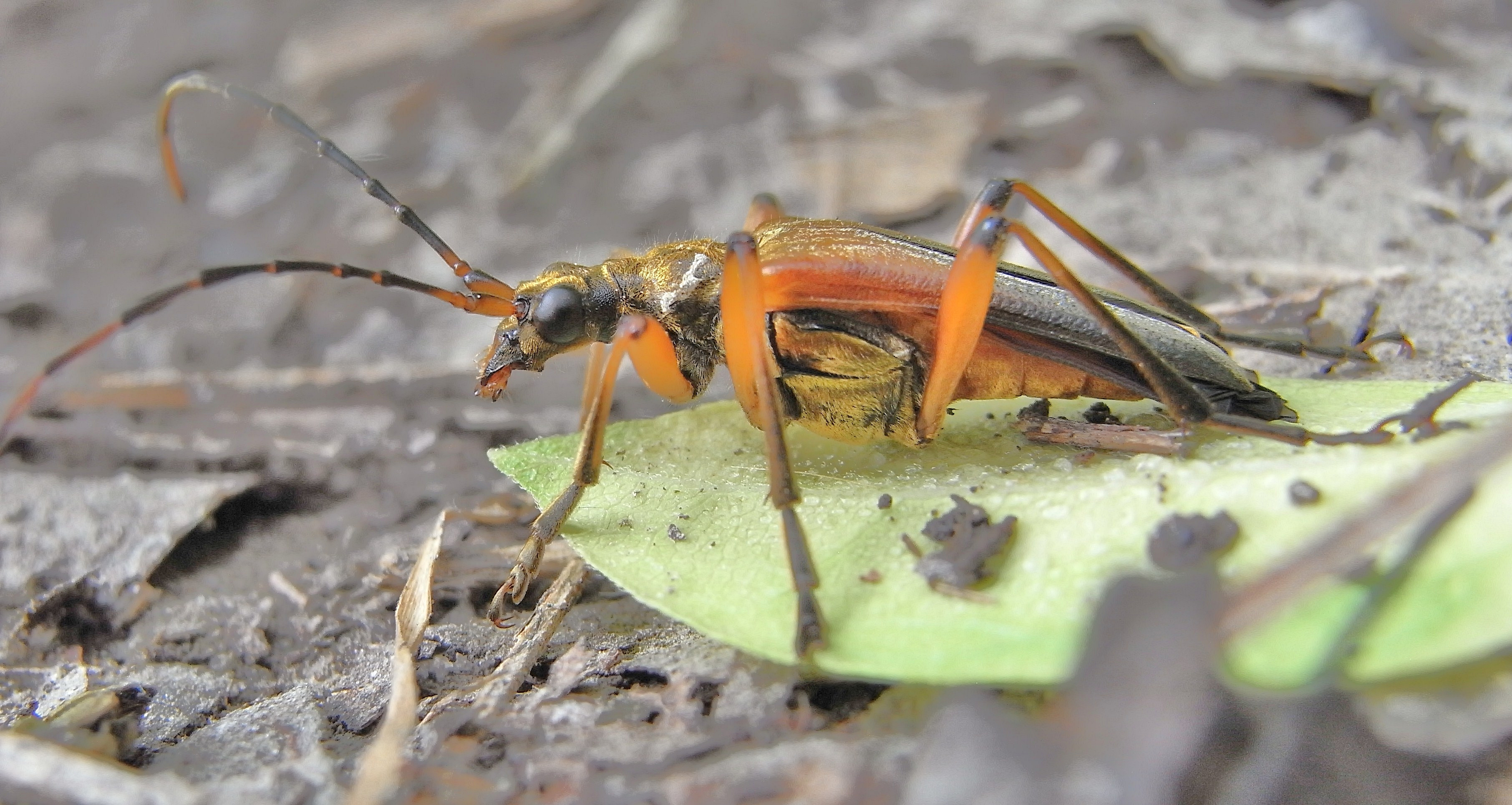